# Хісела Дулко
Хісела Дулко (ісп. Gisela Dulko, 30 січня 1985) — аргентинська тенісистка.
Найбільших успіхів Хісела досягала у парній грі, де була першим номером світового рейтингу, а також переможцем Відкритого чемпіонату Австралії у 2011 році в парі з Флавією Пеннеттою. В одиночному розряді вона підіймалася на 26 сходинку світового рейтингу.
Тренував Хіселу її молодший брат Алехандро. Після сезону 2012 року Дулко оголосила про завершення спортивної кар'єри.
Дулко одружена з футболістом Фернандо Гаго, який свого часу виступав за італійську «Рому».

## Фінали турнірів WTA

### Одиночний розряд: 8 (4 титули, 4 поразки)
| Легенда                                          |
| ------------------------------------------------ |
| WTA 250 (Tier IV / Tier V / International) (4–4) |

| Фінали за покриттям |
| ------------------- |
| Тверде (1–2)        |
| Ґрунт (3–2)         |

| Результат | В-П | Дата     | Турнір                              | Категорія     | Покриття | Опонент                    | Рахунок            |
| --------- | --- | -------- | ----------------------------------- | ------------- | -------- | -------------------------- | ------------------ |
| Поразка   | 0–1 | Січ 2005 | Hobart International, Австралія     | Tier V        | Тверде   | Чжен Цзє                   | 6–2, 6–0           |
| Поразка   | 0–2 | Лют 2007 | Pattaya Women's Open, Таїланд       | Tier IV       | Тверде   | Сібіль Баммер              | 7–5, 3–6, 7–5      |
| Перемога  | 1–2 | Кві 2007 | Budapest Grand Prix, Угорщина       | Tier IV       | Ґрунт    | Сорана Кирстя              | 6–7(2–7), 6–2, 6–2 |
| Перемога  | 2–2 | Сер 2007 | Forest Hills Tennis Classic, U.S.   | Tier IV       | Тверде   | Віржіні Раззано            | 6–2, 6–2           |
| Перемога  | 3–2 | Тра 2008 | Гран-прі принцеси Лалли Мер'єм      | Tier IV       | Ґрунт    | Анабель Медіна Гаррігес    | 7–6(7–2), 7–6(7–5) |
| Поразка   | 3–3 | Лют 2009 | Copa Colsanitas Santander, Колумбія | International | Ґрунт    | Марія Хосе Мартінес Санчес | 6–3, 6–2           |
| Поразка   | 3–4 | Лип 2010 | Swedish Open                        | International | Ґрунт    | Араван Резаї               | 6–3, 4–6, 6–4      |
| Перемога  | 4–4 | Лют 2011 | Abierto Mexicano TELCEL             | International | Ґрунт    | Аранча Парра Сантонха      | 6–3, 7–6(7–5)      |

### Парний розряд: 30 (17 титулів, 13 поразок)
| Легенда                                                     |
| ----------------------------------------------------------- |
| Grand Slam (1–0)                                            |
| Фінали (1–0)                                                |
| WTA 1000 (Premier 5 / Premier M) (3–5)                      |
| WTA 500 (Tier II / Premier) (3–5)                           |
| WTA 250 (Tier III / Tier IV / Tier V / International) (9–3) |

| Фінали за покриттям |
| ------------------- |
| Тверде (10–7)       |
| Ґрунт (7–6)         |

| Результат | В-П   | Дата     | Турнір                                   | Категорія     | Покриття   | Партнер                   | Опонент                                           | Рахунок               |
| --------- | ----- | -------- | ---------------------------------------- | ------------- | ---------- | ------------------------- | ------------------------------------------------- | --------------------- |
| Поразка   | 0–1   | Лип 2002 | Гран-прі принцеси Лалли Мер'єм           | Tier V        | Ґрунт      | Кончіта Мартінес Гранадос | Петра Мандула Патріція Вартуш                     | 6–2, 6–1              |
| Перемога  | 1–1   | Кві 2003 | Марокко Open                             | Tier V        | Ґрунт      | Марія Емілія Салерні      | Генрієта Надьова Олена Татаркова                  | 6–3, 6–4              |
| Поразка   | 1–2   | Тра 2004 | Warsaw Open, Польща                      | Tier II       | Ґрунт      | Патрісія Тарабіні         | Сільвія Фаріна-Елія Франческа Ск'явоне            | 3–6, 6–2, 6–1         |
| Поразка   | 1–3   | Вер 2004 | China Open                               | Tier II       | Тверде     | Марія Венто-Кабчі         | Еммануель Гальярді Дінара Сафіна                  | 6–4, 6–4              |
| Поразка   | 1–4   | Сер 2005 | Connecticut Open, U.S.                   | Tier II       | Тверде     | Марія Кириленко           | Ліза Реймонд Саманта Стосур                       | 6–2, 6–7, 6–1         |
| Перемога  | 2–4   | Жов 2005 | Japan Open                               | Tier III      | Тверде     | Марія Кириленко           | Асагое Сінобу Марія Венто-Кабчі                   | 7–5, 4–6, 6–3         |
| Перемога  | 3–4   | Жов 2005 | Bangkok Open, Таїланд                    | Tier III      | Тверде     | Асагое Сінобу             | Кончита Мартінес Вірхінія Руано Паскуаль          | 6–1, 7–5              |
| Перемога  | 4–4   | Жов 2005 | Linz Open, Австрія                       | Tier II       | Тверде (i) | Квета Пешке               | Кончіта Мартінес Вірхінія Руано Паскуаль          | 6–2, 6–3              |
| Поразка   | 4–5   | Тра 2006 | Estoril Open, Португалія                 | Tier IV       | Ґрунт      | Марія Санчес Лоренсо      | Лі Тін Сунь Тяньтянь                              | 6–2, 6–2              |
| Перемога  | 5–5   | Лют 2006 | Copa Colsanitas Santander, Колумбія      | Tier III      | Ґрунт      | Флавія Пеннетта           | Агнеш Савай Ясмін Вер                             | 7–6(7–1), 6–1         |
| Перемога  | 6–5   | Лип 2006 | Мастерс Цинциннаті, США                  | Tier III      | Тверде     | Марія Елена Камерін       | Марта Домаховська Саня Мірза                      | 6–4, 3–6, 6–2         |
| Поразка   | 6–6   | Лип 2006 | Silicon Valley Classic, США              | Tier II       | Тверде     | Марія Елена Камерін       | Анна-Лена Гренефельд Шахар Пеєр                   | 6–1, 6–4              |
| Перемога  | 7–6   | Січ 2009 | Hobart International, Австралія          | International | Тверде     | Флавія Пеннетта           | Альона Бондаренко Катерина Бондаренко             | 6–2, 7–6(7–4)         |
| Поразка   | 7–7   | Лют 2009 | Copa Colsanitas, Колумбія                | International | Ґрунт      | Флавія Пеннетта           | Нурія Льягостера Вівес Марія Хосе Мартінес Санчес | 7–5, 3–6, [10–7]      |
| Поразка   | 7–8   | Бер 2009 | Indian Wells Open, США                   | Premier M     | Тверде     | Шахар Пеєр                | Вікторія Азаренко Віра Звонарьова                 | 6–4, 3–6, [10–5]      |
| Поразка   | 7–9   | Тра 2009 | Porsche Tennis Grand Prix, Німеччина     | Premier       | Ґрунт (i)  | Флавія Пеннетта           | Бетані Маттек-Сендс Надія Петрова                 | 5–7, 6–3, [10–7]      |
| Перемога  | 8–9   | Лип 2009 | Swedish Open                             | International | Ґрунт      | Флавія Пеннетта           | Нурія Льягостера Вівес Марія Хосе Мартінес Санчес | 6–2, 0–6, [10–5]      |
| Перемога  | 9–9   | Лют 2010 | Copa Colsanitas, Колумбія                | International | Ґрунт      | Едіна Галловіц            | Ольга Савчук Анастасія Якімова                    | 6–2, 7–6(8–6)         |
| Перемога  | 10–9  | Кві 2010 | Відкритий чемпіонат Маямі з тенісу, U.S. | Premier M     | Тверде     | Флавія Пеннетта           | Надія Петрова Саманта Стосур                      | 6–3, 4–6, [10–7]      |
| Перемога  | 11–9  | Тра 2010 | Stuttgart Open, Німеччина                | Premier       | Ґрунт (i)  | Флавія Пеннетта           | Квета Пешке Катарина Среботнік                    | 3–6, 7–6(7–3), [10–5] |
| Перемога  | 12–9  | Тра 2010 | Мастерс Рим                              | Premier 5     | Ґрунт      | Флавія Пеннетта           | Нурія Льягостера Вівес Марія Хосе Мартінес Санчес | 6–4, 6–2              |
| Поразка   | 12–10 | Тра 2010 | Мастерс Мадрид                           | Premier M     | Ґрунт      | Флавія Пеннетта           | Серена Вільямс Вінус Вільямс                      | 6–2, 7–5              |
| Перемога  | 13–10 | Лип 2010 | Swedish Open                             | International | Ґрунт      | Флавія Пеннетта           | Рената Ворачова Барбора Стрицова                  | 7–6(7–0), 6–0         |
| Перемога  | 14–10 | Сер 2010 | Мастерс Канада                           | Premier 5     | Тверде     | Флавія Пеннетта           | Квета Пешке Катарина Среботнік                    | 7–5, 3–6, [12–10]     |
| Поразка   | 14–11 | Жов 2010 | КНР Open                                 | Premier M     | Тверде     | Флавія Пеннетта           | Чжуан Цзяжун Ольга Говорцова                      | 7–6(7–2), 1–6, 10–7   |
| Перемога  | 15–11 | Жов 2010 | Кубок Кремля, Росія                      | Premier       | Тверде (i) | Флавія Пеннетта           | Сара Еррані Марія Хосе Мартінес Санчес            | 6–3, 2–6, [10–6]      |
| Перемога  | 16–11 | Жов 2010 | Фінал WTA, Катар                         | Фінали        | Тверде     | Флавія Пеннетта           | Квета Пешке Катарина Среботнік                    | 7–5, 6–4              |
| Перемога  | 17–11 | Січ 2011 | Відкритий чемпіонат Австралії з тенісу   | Grand Slam    | Тверде     | Флавія Пеннетта           | Вікторія Азаренко Марія Кириленко                 | 2–6, 7–5, 6–1         |
| Поразка   | 17–12 | Жов 2011 | Toray Pan Pacific Open, Японія           | Premier 5     | Тверде     | Флавія Пеннетта           | Лізель Губер Ліза Реймонд                         | 7–6(7–4), 0–6, [10–6] |
| Поразка   | 17–13 | Жов 2011 | КНР Open                                 | Premier M     | Тверде     | Флавія Пеннетта           | Квета Пешке Катарина Среботнік                    | 6–3, 6–4              |